# 백 투 더 퓨처 (영화 시리즈)
백 투 더 퓨처 시리즈 (Back to the Future!)는 《백 투 더 퓨처》를 첫 작품으로 하는 영화 시리즈이다.